# ایروین (کالیفرنیا)
ایروین (به انگلیسی: Irwin) یک منطقهٔ مسکونی در ایالات متحده آمریکا است که در شهرستان مرسد، کالیفرنیا واقع شده‌است. ایروین ۳۰ متر بالاتر از سطح دریا واقع شده‌است.